# Кропивницьке вище професійне училище
Кропивницьке вище професійне училище — державний заклад професійно-технічної освіти третього атестаційного рівня, що здійснює підготовку робітників високого рівня кваліфікації з технологічно складних, наукоємних професій та молодших спеціалістів.
Кропивницьке ВПУ є юридичною особою, має самостійний баланс, рахунки в органах  Державної казначейської служби, штампи, печатки із своїм найменуванням, в тому числі печатку із зображенням  Державного Герба України.

## Історія училища
Кіровоградське технічне училище №1 було засноване 15 червня 1966 року наказом Державного комітету профтехосвіти при Раді Міністрів УРСР з планом набору 250 учнів. Були створені такі спеціальності — радіомеханік з обслуговування і ремонту РТА; електромонтер станційного обладнання зв'язку; оператор поштового зв'язку. Заняття розпочалися 2 жовтня 1966 року. Училище розміщалося в непристосованому приміщенні колишньої школи № 12. Для проведення практичних занять використовувалась стара списана апаратура і оснащення. Учні мешкали в приміщеннях піонерського табору «Юність» в районі аеропорту.  Директором училища був призначений і працював з дня його заснування по 4 січня 1973 року Цилюрик Афанасій Родіонович.
В результаті для покращення умов навчання 30 червня 1969 року рішенням № 1014 виконкому Кіровоградської міської ради депутатів трудящих був затверджений акт Державної комісії на введення в дію учбового корпусу на 500 місць технічного училища № 1 по вул. Ініціативній в м. Кіровограді, а рішенням № 1016 був затверджений акт Державної комісії на введення в дію гуртожитку на 283 чоловік технічного училища № 1 по вул. Ініціативній в м. Кіровограді. Будівництво вело БУ № 1 тресту «Кіровоградсільбуд». Термін виконання робіт до 15 жовтня 1969 року згідно проекту, з того часу училище стало проводити навчальний процес у типовому комплексі на 510 учнів.

1971 року було введенно в дію двохповерховий будинок суспільно-побутового блоку технічного училища зв'язку № 1 по вул. Ініціативній в м. Кіровограді. Будівництво вело БУ № 1 тресту «Кіровоградсільбуд».
4 січня 1973 року на посаду директора був призначений Терьохін Євген Борисович.
13 серпня 1984 року наказом Державного комітету профтехосвіти технічне училище № 1 було реорганізовано у професійно-технічне училище № 9 м. Кіровограда, а 1987 року введенний в дію навчальний корпус ПТУ № 9 на 210 учнів по вул. Шатила в м. Кіровограді. Будівництво вело БУ «Промбуд-3» тресту «Кіровоградбуд». 

## Матеріальна база
Навчально-виробничий процес забезпечує 15 навчальних кабінетів, 19 навчально-виробничих майстерень, 6 лабораторій, 90 персональних комп'ютерів, в тому числі 77 в навчальних аудиторіях для учнів, об'єднаних до єдиної локальної мережі з підключенням до Інтернет.
В наявності спортивний та актовий зали, бібліотека з книжковим фондом понад 47 тисяч примірників. На відокремленому сервері створена електронна бібліотека. В училищі функціонує гуртожиток на 170 місць з вільною зоною Wifi -доступу до мережі Інтернет, учнівська їдальня на 240 посадочних місць.

## Спеціальності
На сьогоднішній день підготовка фахівців здійснюється за спеціалізаціями:
1. Офісний службовець (бухгалтерія); контролер ощадного банку.
2. Радіомеханік з обслуговування та ремонту радіотелевізійної апаратури; налагоджувальник контрольно-вимірювальних приладів та автоматики
3. Оператор з обробки інформації та програмного забезпечення; адміністратор.
4. Оператор телекомунікаційних послуг; касир (в банку)
5. Електромонтер станційного устаткування телефонного зв'язку; оператор поштового зв'язку.
6. Монтажник радіоелектронної апаратури та приладів
7. Оператор з обробки інформації та програмного забезпечення